# Christoffer Boe
Christoffer Boe (nascut el 1974) és un director de cinema i guionista danès. És una persona establerta i coneguda no sols a Dinamarca, sinó a tot el món. Entre els seus premis internacionals hi ha el FIPRESCI Director de l'Any al Festival Internacional de Cinema de Sant Sebastià i la Càmera d'Or al Festival de Cinema de Canes de 2003. És també cofundador i director de la productora cinematogràfica AlphaVille Pictures Copenhagen.

## Primers anys i educació
Boe va néixer a Rungsted al nord de Copenhaguen, Dinamarca. Després de l'escola a Dinamarca, va anar a estudiar història de la cinematografia a la Universitat d'Indiana a Bloomington, Estats Units. Després, va continuar els seus estudis a la Universitat de Copenhaguen. El 1997 va decidir aprofundir en la realització de cinema i va ser acceptat al curs de director de l'Escola Nacional de Cinema de Dinamarca.
Durant aquest temps va dirigir una trilogia de curtmetratges: Obsession (1999), Virginity (2000) i Anxiety (2001). Van durar entre 20 i 30 minuts i miraven a Maria Bonnevie i Nikolaj Lie Kaas. Totes parlen bàsicament d'un home jove obsessionat per una dona bella i després quedar atrapat en la seva pròpia lògica del que és l'amor. "Anxiety" va rebre el Prix Decouverte de la Critique Francais i es va projectar a la Setmana de la Crítica el 2002.
En aquell moment, Boe va desenvolupar un estil de fer pel·lícules i jugar amb l'estructura narrativa. Es va graduar a l'Escola Nacional de Cinema de Dinamarca el 2001.

## Carrera
Després de graduar-se, és el cap de l'equip anomenat "Hr. Boe & Co.". Malgrat que el seu debut va ser fins i tot mentre estudiava (Anxiety el 2001), el seu primer llargmetratge Reconstruction estrenat el 2003 s'ha convertit en la seva primera col·laboració real amb Maria Bonnevie i Nikolaj Lie Kaas. Aquest autèntic debut va ser ben rebut per la crítica dels festivals internacionals de cinema.
L'any 2001 va fer 6 capítols (de 10 minuts cadascun) de la sèrie de televisió Kissesmeyer Basics.
El 2004 va rodar un curtmetratge Europe Does Not Exist com a part de Visions of Europe amb Cecilie Thomsen i Henning Moritzen representant Dinamarca en aquest projecte mediàtic de la Unió Europea.
El seu quart llargmetratge, el thriller Alting bliver godt igen va ser seleccionat per la Quinzena de Cineastes, la tercera pel·lícula danesa a ser seleccionat per al Festival Internacional de Cinema de Cannes de 2010.

## Hr. Boe & Co.
Boe és el cap de l'anomenat Hr. Boe & Co. format per un grup de cineastes que es van reunir a causa d'una adoració mútua pel marc perfecte mentre estudiaven a la Escola Nacional de Cinema de Dinamarca.
Els altres membres bàsics són:
- Tine Grew Pfeiffer (productor de cinema)
- Manuel Alberto Claro (director de fotografia)
- Mikkel E.G. Nielsen (editor de pel·lícules)
- Morten Green (dissenyador de so)

Reconstruction és el Sr. El debut al llargmetratge de Boe & Co.

## Filmografia

### Curtmetratges (treballs estudiantils)
- Obsession (1999)
- Virginity (2000)
- Anxiety (2001)

### Llargmetratges
- Reconstruction (2003)
- Allegro (2005)[5]
- Offscreen (2006)
- Alting bliver godt igen (2010)[6]
- Beast (2010)
- Spies & Glistrup (2013)[7]
- Smagen af sult (2021)

### Altres
- Kissmeyer Basic (sèrie de televisió de 2001)
- Visions of Europe (2004, segment "Europe Does Not Exist")

## Premis
- Festival Internacional de Cinema de Sant Sebastià 2003 Director de l'any FIPRESCI
- Camera d'Or de 2003 per Reconstruction
- 2006 Premi de Cinema Jove al Festival de Cinema de Venècia per Offscreen[8]
- 2006 Premi Altre Visioni de 2006 al 63a Mostra Internacional de Cinema de Venècia per Offscreen
- Victòria del 2006 al Premi de Cinema del Consell Nòrdic per Offscreen
- Dauphin d'Or 2012 als Cannes Corporate Media & TV Awards per "We are Maersk"[9]
- 2015 Dauphin d'Argent al Cannes Corporate Media & TV Awards per "Danfoss Engineering Tomorrow"[10]